# Səməd ağa Ağamalıoğlu
Səməd ağa Ağamalıoğlu (ros. Самед Ага Агамали оглы Алиев, ur. 27 grudnia 1867 w miejscowości Qazax, zm. 6 października 1930 w Moskwie) – azerski rewolucjonista, radziecki polityk.

## Życiorys
Działał w zjednoczonej SDPRR, w lutym 1917 został członkiem Gandżyjskiej Rady tej partii i Komitetu Wykonawczego Gandżyjskiego Komitetu SDPRR(o), a w kwietniu 1917 członkiem zjednoczonego jelizawetpolskiego Komitetu i Rady. Od lutego 1918 działał w partii Hümmət w Tbilisi, później w Baku, 1918-1920 był członkiem parlamentu azerbejdżańskiego, a po podbiciu Azerbejdżanu przez Rosję radziecką od 1920 do maja 1921 ludowym komisarzem rolnictwa Azerbejdżańskiej SRR, od 1920 należał do RKP(b). Od maja 1921 do kwietnia 1922 był zastępcą przewodniczącego, a od 7 maja 1922 do września 1929 przewodniczącym Centralnego Komitetu Wykonawczego (CIK) Azerbejdżańskiej SRR i jednocześnie od 15 stycznia 1923 do 26 stycznia 1930 przewodniczącym CIK ZFSRR i od 1922 do końca życia przewodniczącym komitetu nowego alfabetu przy Radzie Narodowości WCIK.